# Crassula sieberiana
Crassula sieberiana är en fetbladsväxtart som först beskrevs av J.A. Schultes, och fick sitt nu gällande namn av George Claridge Druce. Crassula sieberiana ingår i släktet krassulor, och familjen fetbladsväxter.

## Underarter
Arten delas in i följande underarter:
- C. s. rubinea
- C. s. sieberiana
- C. s. tetramera